# Rezerwat przyrody Sněžná kotlina
Rezerwat przyrody Sněžná kotlina (cz. Přírodní rezervace Sněžná kotlina; popularna nazwa pol. Rezerwat przyrody Śnieżna Kotlina) – rezerwat przyrody, znajdujący się w paśmie górskim Wysokiego Jesionika (cz. Hrubý Jeseník), w północno-wschodnich Czechach, w Sudetach Wschodnich, na historycznej granicy Śląska i Moraw, w powiecie Jesionik (cz. Okres Jeseník), położony na wschodnim stoku góry Červená hora, oddalony o około 100 m od jej szczytu.

## Charakterystyka

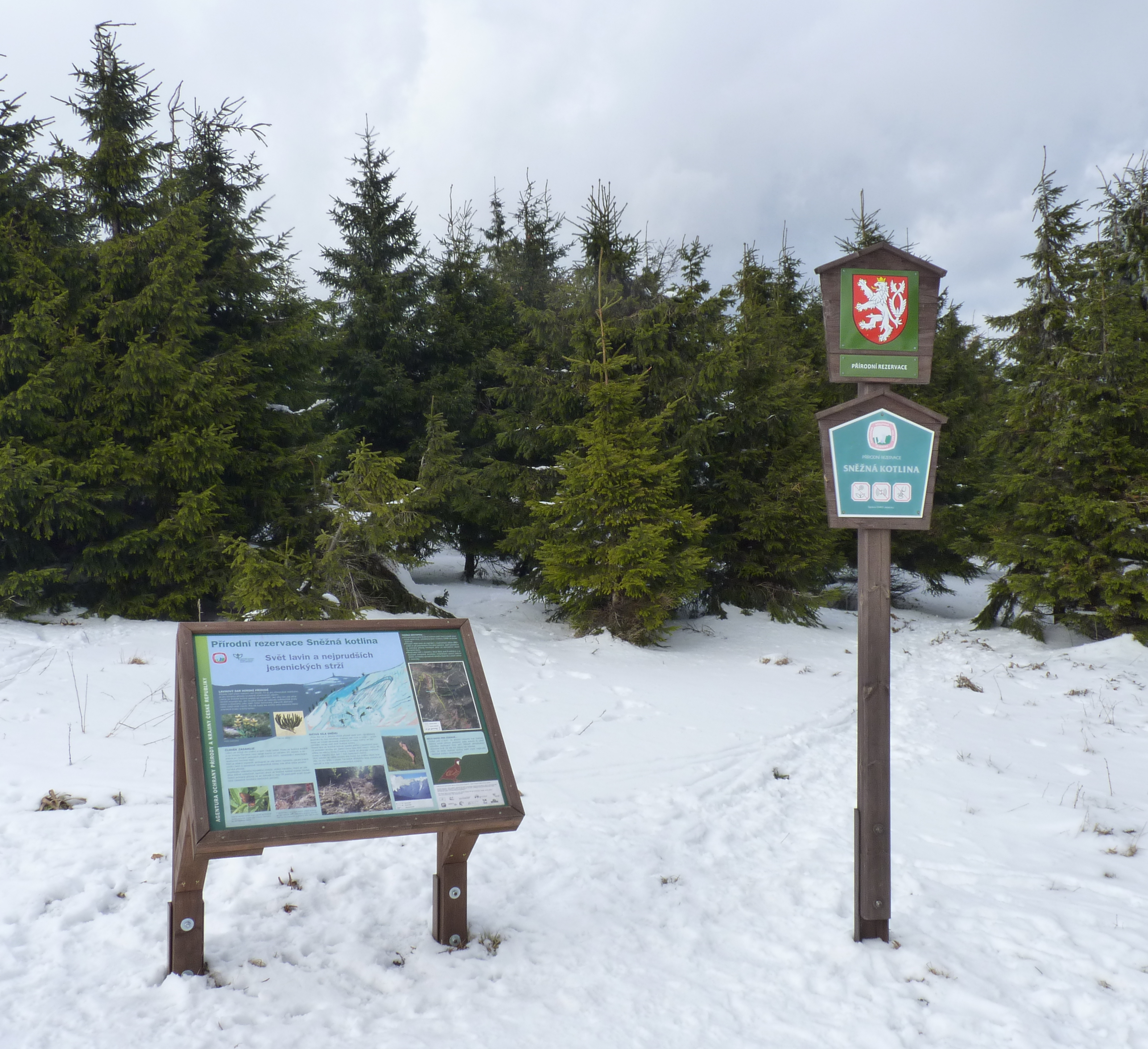
Tablice informacyjne w rezerwacie przyrody Sněžná kotlina (2014 rok)

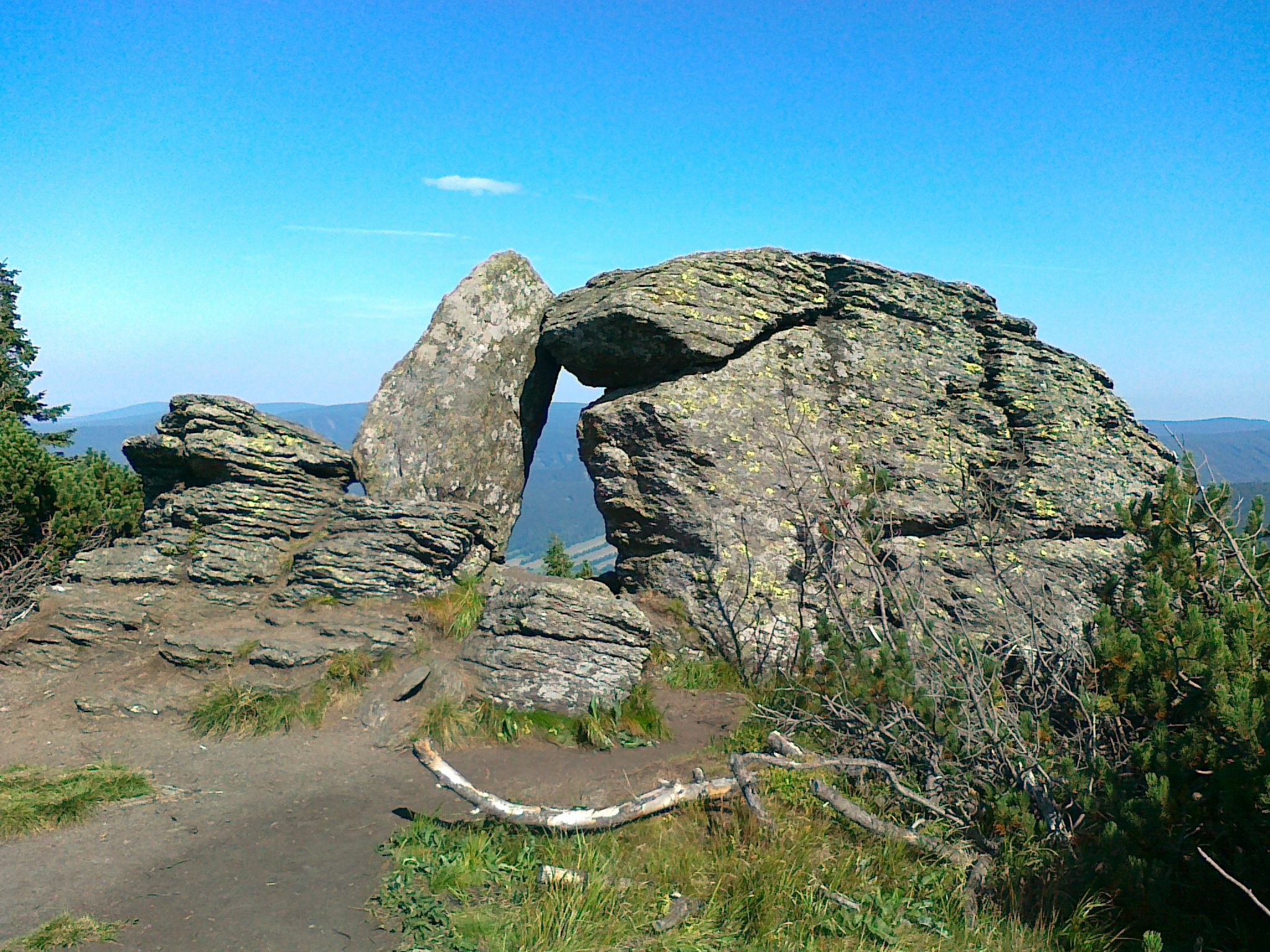
Okno skalne o nazwie Kamenné okno na obszarze rezerwatu Sněžná kotlina (2016 rok)

Rezerwat znajduje się w obrębie wydzielonego obszaru objętego ochroną o nazwie Obszar Chronionego Krajobrazu Jesioniki (cz. Chráněná krajinná oblast (CHKO) Jeseníky), a utworzonego w celu ochrony utworów skalnych, ziemnych i roślinnych oraz rzadkich gatunków zwierząt, położony w części (mikroregionie) Wysokiego Jesionika o nazwie Masyw Keprníka (cz. Keprnická hornatina). Rezerwat przyrody Sněžná kotlina położony jest na wysokościach (980–1320) m n.p.m. oraz obejmuje swoim zasięgiem stok góry Červená hora oraz stok drugorzędnego szczytu o nazwie Červená hora–S i ma powierzchnię 104,72 ha. Położony jest w odległości około 2,5 km na południowy wschód od szczytu góry Keprník i około 4 km na południowy zachód od miejscowości Bělá pod Pradědem. Rezerwat został utworzony 1 czerwca 1998 roku, w celu ochrony reliktowego lasu mieszanego świerkowo-bukowego (mającego miejscowo charakter puszczy pierwotnej), zlokalizowanego w wąwozie Sněžná kotlina oraz znajdującej się w nim flory i fauny.
Rezerwat położony jest na stromym stoku, poddany działaniu wielu czynników takich jak: mróz, ośnieżenie z możliwością lawin, erozja, a w przeszłości, w epoce plejstocenu duży wpływ na ekosystem rezerwatu miał lodowiec, po którym pozostał tzw. kar. Aby zapobiec osuwiskom lawinowym nasadzono tu sztucznie kosodrzewinę. W rezerwacie, w odległości około 530 m na południowy wschód od szczytu góry Červená hora, na wysokości około 1150 m n.p.m. położone jest źródło o nazwie (cz. Studánka Sněžná dolina). Ponadto na obszarze rezerwatu swoje źródła mają cztery potoki o nazwach: Hluboký potok, Páteční potok, Černý potok i Sněžný potok. Ciekawą osobliwością w rezerwacie jest znajdująca się około 600 m na północ od szczytu góry Červená hora „brama” okno skalne tzw. Kamenné okno.
We wrześniu 2016 roku powstał plan zarządu i ochrony rezerwatu sporządzony przez Służbę Ochrony Przyrody Republiki Czeskiej (cz. Agentura ochrany přírody a krajiny České Republiki) na lata 2017–2026 .

### Flora
Rezerwat jest cennym, botanicznym skupiskiem rzadkiej roślinności, wielu gatunków (niektóre unikalne i zagrożone wyginięciem). Bogato reprezentowane są paprocie, które są tutaj najliczniejsze gatunkowo w całych Jesionikach (cz. Jeseníky). W latach 2001–2003 na obszarze rezerwatu przeprowadzono badania briologiczne występujących tu około 80 gatunków mchów. W 2009 roku w rezerwacie, w wyniku silnych wiatrów uszkodzonych zostało około 400 drzew.
Z większych roślin w rezerwacie (drzewostan) występują tu m.in.: buk zwyczajny (łac. Fagus silvatica), klon jawor (Acer pseudoplatanus), świerk pospolity (Picea abies), olsza zielona (Alnus alnobetula) czy kosodrzewina (Pinus mugo), z mniejszych m.in.: tojad sudecki (Aconitum plicatum), widlicz alpejski (Diphasiastrum alpinum), bażyna obupłciowa (Empetrum hermaphroditum), goryczka tojeściowa (Gentiana asclepiadea), goryczka kropkowana (Gentiana punctata), wroniec widlasty (Huperzia selago), marchwica pospolita (Ligusticum mutellina), widłak jałowcowaty (Lycopodium annotinum), ciemiężyca biała (Veratrum album subsp. Lobelianum), fiołek żółty sudecki (Viola lutea subsp. sudetica), podrzeń żebrowiec (Blechnum spicant), turzyca tęga (Carex bigelowii), wierzbownica mokrzycowa (Epilobium alsinifolium), kostrzewa niska (Festuca supina), sit skucina (Juncus trifidus), widłak goździsty (Lycopodium clavatum), jaskier platanolistny (Ranunculus platanifolius), liczydło górskie (Streptopus amplexifolius), starzec kędzierzawy (Tephroseris crispa), siódmaczek leśny (Trientalis europaea), fiołek dwukwiatowy (Viola biflora) oraz m.in. mchy, np. koimek bezłodygowy (Diphyscium foliosum), rokiet cyprysowaty (Hypnum cupressiforme), podsadnik kulisty (Splachnum sphaericum) czy zębowłos cylindryczny (Trichostomum tenuirostre) .

### Fauna
Rezerwat jest siedliskiem wielu gatunków zwierząt, w szczególności m.in. ptaków. W rezerwacie stwierdzono również występowanie m.in. chrząszczy, wśród których gatunek (łac. Cornumutila quadrivittata) znajduje się w czerwonej księdze gatunków zagrożonych, objętych szczególną ochroną.

## Turystyka

### Szlaki turystyczne
Przez rezerwat nie poprowadzono żadnej ścieżki dydaktycznej. Natomiast przez niewielkie fragmenty obszaru rezerwatu przebiegają dwa szlaki turystyczne na trasach:
 Kouty nad Desnou – Suchá hora – góra Šindelná hora–JZ – góra Šindelná hora – góra Červená hora – Vřesová studánka – Kamenné okno – rezerwat przyrody Sněžná kotlina – szczyt Točník – Bělá pod Pradědem
 Filipovice – Jeřáb – źródło Mariin pramen – góra Velký Klín – przełęcz Červenohorské sedlo – Kouty nad Desnou – dolina potoku Hučivá Desná – przełęcz Sedlo pod Vřesovkou – Kamenne okno – góra Červená hora – Bílý sloup
Ponadto istnieje możliwość przejścia przez rezerwat ścieżką (korzystając z mapy) biegnącą na trasie w pobliżu drewnianych chat o nazwach: Eva i Černohorka, niezalecanego z uwagi na ochronę cennego ekosystemu rezerwatu.